# Yuxarı Şilyan
Yuxarı Şilyan è un comune dell'Azerbaigian situato nel distretto di Ucar. Conta una popolazione di 4 263 abitanti.